# فرناندو د فوئنتس
فرناندو د فوئنتس (اسپانیایی: Fernando de Fuentes‎؛ ۱۳ دسامبر ۱۸۹۴ – ۴ ژوئیهٔ ۱۹۵۸) کارگردان، تهیه‌کننده و فیلم‌نامه‌نویس اهل مکزیک بود. او از نسل فیلمسازان پیشگام هنر سینما بود و فیلمش بیا با پانچو بی‌یا برویم (۱۹۳۶) سرآغاز عصر طلایی سینمای مکزیک به شمار می‌رود.